# Symphonia pauciflora
Symphonia pauciflora är en tvåhjärtbladig växtart som beskrevs av John Gilbert Baker. Symphonia pauciflora ingår i släktet Symphonia och familjen Clusiaceae. Inga underarter finns listade i Catalogue of Life.